# Cala Banys
La cala Banys és una petita cala natural del municipi de Lloret de Mar (Selva), situada a l'inici del camí de ronda que surt al sud de la població. Està delimitada per la punta d'En Rosaris, a llevant, on hi ha el Monument a la dona marinera, i per la punta dels Banys, a ponent. Orientada al sud, és una cala rocallosa, sense sorra, envoltada de forts pendents, més freqüentada pels pescadors de canya que pels banyistes. És especialment recomanada per pescar o fer immersió lleugera ja que es una zona rica en diverses especies de peixos de roca.